# Georg Matyas
Georg Matyas (* 14. Dezember 1963 in Wien) ist ein ehemaliger österreichischer Basketballspieler.

## Laufbahn
Matyas spielte von 1977 bis 1991 für den BK Klosterneuburg und wurde mit den Niederösterreichern 1983, 1984, 1985, 1986, 1987, 1988, 1989 und 1990 Staatsmeister. Im Europapokal der Landesmeister traf er mit Klosterneuburg auf Großklubs wie Real Madrid, KK Cibona Zagreb und Maccabi Tel Aviv.
Matyas verließ Klosterneuburg 1991, der 1,92 Meter große Flügelspieler wechselte zu den Flyers Wien, mit denen er 1992 den Meistertitel gewann und bei denen er bis 1994 blieb. Die letzte Station des 44-maligen Nationalspielers war von 1994 bis 1996 der Wiener Arbeiter-Turn- und Sportverein (WAT) in Wieden (Wien).
In der Saison 2007/08 war er Assistenztrainer des Bundesligisten Basket Clubs Vienna. Matyas war des Weiteren zeitweise beim Wiener Basketball-Verband für die Betreuung von Auswahlmannschaften verantwortlich.